# Regionale raad van Golan
De regionale raad van Golan (Hebreeuws: מועצה אזורית גולן) is een regionale raad in Israël.

## Gemeenschappen
| - Afik - Ein Zivan - El Rom - Gesjur - Kfar Charuv - Merom Golan - Metzar - Mevo Chama - Natur - Ortal | - Alonee HaBasjan - Aniäm - Avnee Eetan - Bnee Jehoeda - Chispin - Eliäd - Givät Joäv - Jonatan - Kanaf - Keshet - Kidmat Tzvi - Maäle Gamla - Neot Golan - Neve Ativ - Nimrod - Nov - Odem - Ramat Magsjimim - Ramot - Shaäl | - Kela Alon - Had Nes - Qatzrin |  |

Abu Basma · Alona · al-Batuf · Be'er Tuvia · Beit She'an Vallei · Bnei Shimon · Brenner · Bustan al-Marj · Centraal Arava · Drom HaSharon · Esjkol · Gan Raveh · Gederot · Gezer · Gilboa · Golan · Gush Etzion · Har Hebron · Hefervallei · Hevel Eilot · Hevel Modi'in · Hevel Yavne · Hof Ashkelon · Hof HaCarmel · Hof HaSharon · Jizreëlvallei · Emek HaYarden · Bik'at HaYarden · Lakhish · Lev HaSharon · Lodvallei · Lager Galilea · Ma'ale Yosef · Mateh Asher · Mateh Binyamin · Mateh Yehuda · Megiddo · Megilot · Menashe · Merhavim · Merom HaGalil · Mevo'ot HaHermon · Misgav · Nahal Sorek · Ramat HaNegev · Sha'ar HaNegev · Sdot Negev · Shafir · Shomron · Tamar · Hoger Galilea · Yoav · Zevoeloen